# Кашинский метеорит
Кашинский метеорит (также метеорит Глазатово) — метеорит-хондрит весом 122 кг, упавший днём 27 февраля 1918 года недалеко от города Кашин.

## Падение и изучение метеорита
Метеорит упал днём 27 февраля 1918 года на расстоянии в 123 сажени (~ 260 метров) от деревни Глазатово, располагавшейся около города Кашин. Падение сопровождалось не слишком громким звуком (в избах ничего не слышали, бывшие в тот момент на улице сравнивали звук с орудийным выстрелом и последовавшим затем гулом). Метеорит упал на промёрзшее поле, образовав воронку глубиной около 30 сантиметров и диаметром 1 метр. Никаких разрушений метеорит не вызвал. Местные жители сразу же нашли место падения и перенесли метеорит в деревню. Вес метеорита оценили приблизительно в 150—200 килограмм (10—12,5 пудов), диаметр — в 50 сантиметров (3/4 аршина). В селе все желающие начали отбивать от него осколки.
Вскоре к жителям деревни присоединились и кашинцы и жители окрестных деревень. О событии быстро стало известно местным властям, которые сообщили о находке в Петроград и попытались сохранить метеорит от порчи. На следующий день (28 февраля) в Глазатово были отправлены трое красноармейцев, но крестьяне отказались отдавать метеорит, считая, что его падение — чудо, знак свыше, и вокруг него надо построить часовню. Попытку пришлось повторить, и 1 марта метеорит всё-таки был перевезён в Кашин. Для того, чтобы забрать метеорит, красноармейцам пришлось угрожать сельчанам оружием.
Получив сообщение из Кашина, Российская академия наук 4 апреля приняла решение откомандировать на место падения известного специалиста по минералогии Леонида Алексеевича Кулика. Кулик прибыл в Кашин 11 апреля, однако метеорита уже не застал: двумя днями ранее его отправили в Петровскую Сельско-Хозяйственную Академию. Кулику пришлось ограничиться осмотром места падения, опросом местных жителей и изучением осколков метеорита. Однако и на основе этих данных учёному за пять дней удалось провести хорошее исследование, материалы которого составили основу для ряда его статей и докладов. Также Кулику удалось собрать и выкупить почти килограмм обломков метеорита.
Метеорит до сих пор хранится в Москве, в Метеоритной коллекции РАН.
Примечательно, что это не первый метеорит, упавший в окрестностях Кашина. В летописях сохранились сведения о ещё одном подобном происшествии:
Той же зимы (1411 г. (6920 от сотв. мира)), месяца декабря в 8 день, бывшу князю Василью Михаиловичю на праздник святаго Зачатия в своем селе в Стражневе, и поющим им вечерню уже по пракиине, и в то время полете от града от Кашина змий велик зело и страшен, дыша огнём, и летяще от востока к западу, к некоему озеру, аки заря светися, и виде его князь Василей Михаилович и его бояре и вси людие и по всем селом около города; и видеша его вси во един час.Святский Д. О. Из Никоновской и других рукописей